# Aziz Khattou
Aziz Khattou né le 6 octobre 1972 à Schaerbeek est un kick-boxeur belgo-marocain.

## Biographie
Aziz naît à Schaerbeek et grandit à Etterbeek dans la région bruxelloise. Le kick-boxeur est élu deux fois champion du monde dans le K1.
En novembre 1998, il prend une pause de 27 mois avant de faire un retour à Esneux face au champion du monde français Jean-Martin.
Le 20 mai 2004, il combat Badr Hari, âgé alors de 19 ans, lors d'un événement It's Showtime à Amsterdam. Il perd ce combat par TKO.
Le 30 mai 2013, il est impliqué dans une bagarre sanglante dans le Fiesta Club à Woluwe à Bruxelles.

## Titres
- Champion d'Europe 1994
- Champion d'Europe 1994 WAKO
- Champion du monde 1995 ISKA
- Champion du monde 1996-1997 WKA
- Champion Intercontinental